# Moïse-Augustin Fontanieu
Moïse-Augustin Fontanieu (1662-1725) est un administrateur français, intendant général de la Marine puis intendant général des meubles de la couronne.

## Biographie
Originaire de Montpellier, Moïse-Augustin Fontanieu aurait été d'abord laquais puis commis de Crozat, d'après les dires de Saint-Simon. Il est de manière certaine au service de la Couronne en 1685 comme « Commis au contrôle des recettes des deniers dus et revenants bon à Sa Majesté, dans le ressort de la cour des comptes, aides et finances de Montpellier ». En 1690, il devint receveur des tailles de l’élection de Meaux puis receveur général des finances de La Rochelle, secrétaire du roi (14 mars 1697) avant de devenir intendant général de la Marine. 
Grand ami de l’évêque de Fréjus, Fleury, il vendit sa charge de trésorier général de la Marine le 23 novembre 1710 et fut nommé conseiller de Marine en janvier 1710. 
À la même date, il intégra le bureau des Colonies et occupa également le poste d’intendant général des meubles de la couronne, le 11 octobre 1711, charge qu’il avait acquise de Jean-Baptiste Berbier du Metz de Rosnay, alors en disgrâce. 
Il avait épousé, le 18 octobre 1693, Catherine Geneviève Dodun, fille du fermier général Gaspard Dodun et de Claire Aubert.
Leur fils, Gaspard Moïse Augustin de Fontanieu (1693-1767), chevalier, marquis de Fiennes, seigneur de Bellebrune, Wiuffant, Villequoy, Montainville, conseiller du roi, sera maître des requêtes ordinaires, également Intendant et contrôleur général des meubles comme son père (22 décembre 1719), Intendant de justice, police et finances en Dauphiné (1733).

## Iconographie
En 1703 Fontanieu commande son portrait à Hyacinthe Rigaud contre 150 livres. Il semble que ce portrait ait été réalisé sur le principe de « l'habillement répété », c'est-à-dire qu'il s'inspira d'une attitude déjà existante. En témoigne la rémunération de 7 livres que l'aide d'atelier Louis Nicolas de Bailleul reçu en 1704 pour avoir en fait la vêture. L'œuvre n'est pas actuellement localisée.

## Source
- Daniel Dessert, Argent, pouvoir et société au Grand Siècle, Paris, Fayard, 1984.
- Michel Popoff, Prosopographie des gens du Parlement de Paris (1266-1753) : d’après les ms Fr. 7553, 7554, 7555, 7555 bis conservés au Cabinet des manuscrits de la Bibliothèque nationale de France, Paris, 1996.
- Joseph Roman, Le livre de raison du peintre Hyacinthe Rigaud, Paris, Laurens, 1919.
- Ellen Weaver, Mademoiselle de Joncoux, polémique janséniste à la veille de la bulle Unigenitus, Paris, 2002.